# Уафа Султан
Уафа Султан (на арабски: سلطان وفاء; на английски: Wafa Sultan, родена през 1958 г.) е сирийско-американски светски психиатър от алауитски произход. Султан става известна след атентатите от 11 септември 2001 г. с участията си в политическите дебати относно Близкия изток, с есетата, които пише на арабски и които получават широко разпространение, както и с телевизионните си изяви по Ал-Джазира и CNN през 2005.
Уафа Султан е родена през 1958 г. в град Банияс в северозападната част на Сирия. Днес тя живее в Лос Анджелис, Калифорния (САЩ).
Султан и нейният съпруг Дейвид емигрират в САЩ през 1989 г.